# Roms talande statyer
Roms talande statyer (italienska: Statue parlanti di Roma), är sex skulpturer i Rom: Pasquino, Marforio, Madama Lucrezia, Abate Luigi, Il Facchino och Il Babuino. Tidigare fästes satiriska och smädande texter vid dessa skulpturer; texterna häcklade de romerska myndigheterna och påven. Därmed menade man att dessa statyer "talade".
Pasquino var den första talande statyn. Denna skamfilade antika skulpturtorso är belägen vid Piazza di Pasquino i närheten av Piazza Navona och föreställer den spartanske kungen Menelaos som håller i den döde krigaren Patroklos som stupat i trojanska kriget. Den återupptäcktes år 1501 och ställdes upp vid Palazzo Braschi. I närheten av palatset bodde en skräddare, Pasquino, som var känd för sin vassa tunga. Pasquino kom på idén att på torson anbringa sina satiriska dikter; inom kort uppkallades torson efter Pasquino. Med tiden kom andra personer att fästa sina meddelanden och smädeskrifter på skulpturen.

## De sex talande statyerna
- Pasquino vid Piazza di Pasquino i Rione Parione. Skulpturen avbildar den spartanske kungen Menelaos med den döde krigaren Patroklos som stupat i trojanska kriget.
- Marforio i Musei Capitolini i Rione Campitelli. Denna skulptur framställer havsguden Oceanus.
- Madama Lucrezia, belägen vid Piazza di San Marco i Rione Pigna, framställer den egyptiska gudinnan Isis.
- Abate Luigi, vid Piazza Vidoni, avbildar en man iförd toga, förmodligen en domare.
- Il Facchino, belägen vid Via Lata, föreställer en acquaiolo, som i forna tider var en kringvandrande försäljare av dricksvatten.
- Il Babuino, vid Via del Babuino, framställer en liggande satyr.

## Bilder
| - Pasquino. - Marforio. - Madama Lucrezia. |

| - Abate Luigi. - Fontana del Facchino. - Fontana del Babuino. |

### Webbkällor
- ”The 6 Talking Statues of Rome” (på italienska). Rome Private Guides. 24 augusti 2018. Arkiverad från originalet den 8 augusti 2021. https://archive.md/e4bho. Läst 8 augusti 2021.